# Episodi di So cosa hai fatto
La prima e unica stagione della serie televisiva So cosa hai fatto (I Know What You Did Last Summer), composta da 8 episodi, è stata distribuita negli Stati Uniti d'America su Prime Video a partire dal 15 ottobre 2021.
A partire dalla stessa data e sulla stessa piattaforma, gli episodi sono stati distribuiti in Italia.
| nº | Titolo originale                        | Titolo italiano                                       | Pubblicazione    |
| -- | --------------------------------------- | ----------------------------------------------------- | ---------------- |
| 1  | It's Thursday                           | È giovedì                                             | 15 ottobre 2021  |
| 2  | It's Not Just For Dogshit               | Non è solo per la merda di cane                       | 15 ottobre 2021  |
| 3  | A Gorilla Head Will Not Do              | Una testa di gorilla non va bene                      | 15 ottobre 2021  |
| 4  | Hot Shrimp Salad                        | Insalata di gamberetti calda                          | 15 ottobre 2021  |
| 5  | Mukbang                                 | Mukbang                                               | 22 ottobre 2021  |
| 6  | Least You Had A Spare                   | Almeno tu ne avevi una di riserva                     | 29 ottobre 2021  |
| 7  | If Only Dogs Could Talk                 | Se solo i cani sapessero parlare                      | 5 novembre 2021  |
| 8  | Your Next Life Could Be So Much Happier | La tua prossima vita potrebbe essere molto più felice | 12 novembre 2021 |

## È giovedì
- Titolo originale: It's Thursday
- Diretto da: Craig William Macneill
- Scritto da: Sara Goodman e Shay Hatten (sceneggiatura); Shay Hatten e Sara Goodman (storia)

## Non è solo per la merda di cane
- Titolo originale: It's Not Just for Dog Shit
- Diretto da: Craig William Macneill
- Scritto da: Sara Goodman

## Una testa di gorilla non va bene
- Titolo originale: A Gorilla Head Will Not Do
- Diretto da: Logan Kibens
- Scritto da: Johanna Stokes

## Insalata di gamberetti calda
- Titolo originale: Hot Shrimp Salad
- Diretto da: Logan Kibens
- Scritto da: Phoebe Fisher

## Mukbang
- Titolo originale: Mukbang
- Diretto da: Benjamin Semanoff
- Scritto da: Gary Tieche

## Almeno tu ne avevi una di riserva
- Titolo originale: Least You Had a Spare
- Diretto da: Benjamin Semanoff
- Scritto da: Lana Cho

## Se solo i cani sapessero parlare
- Titolo originale: If Only Dogs Could Talk
- Diretto da: Logan Kibens
- Scritto da: Chaconne Martin-Berkowicz

## La tua prossima vita potrebbe essere molto più felice
- Titolo originale: Your Next Life Could Be So Much Happier
- Diretto da: Logan Kibens
- Scritto da: Sara Goodman